# Conioselinum filicinum
Conioselinum filicinum là một loài thực vật có hoa trong họ Hoa tán. Loài này được Hara mô tả khoa học đầu tiên.

## Hình ảnh

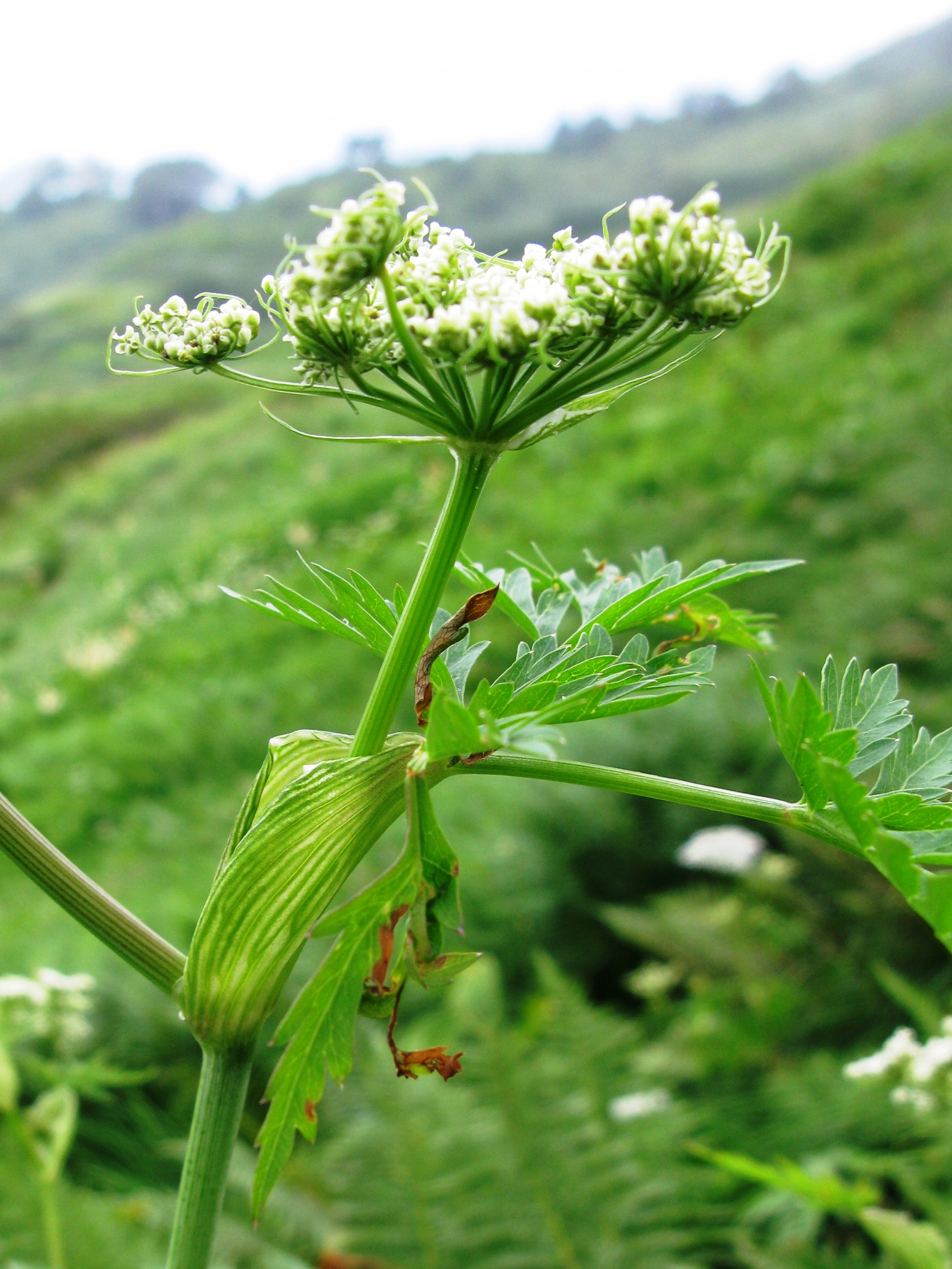
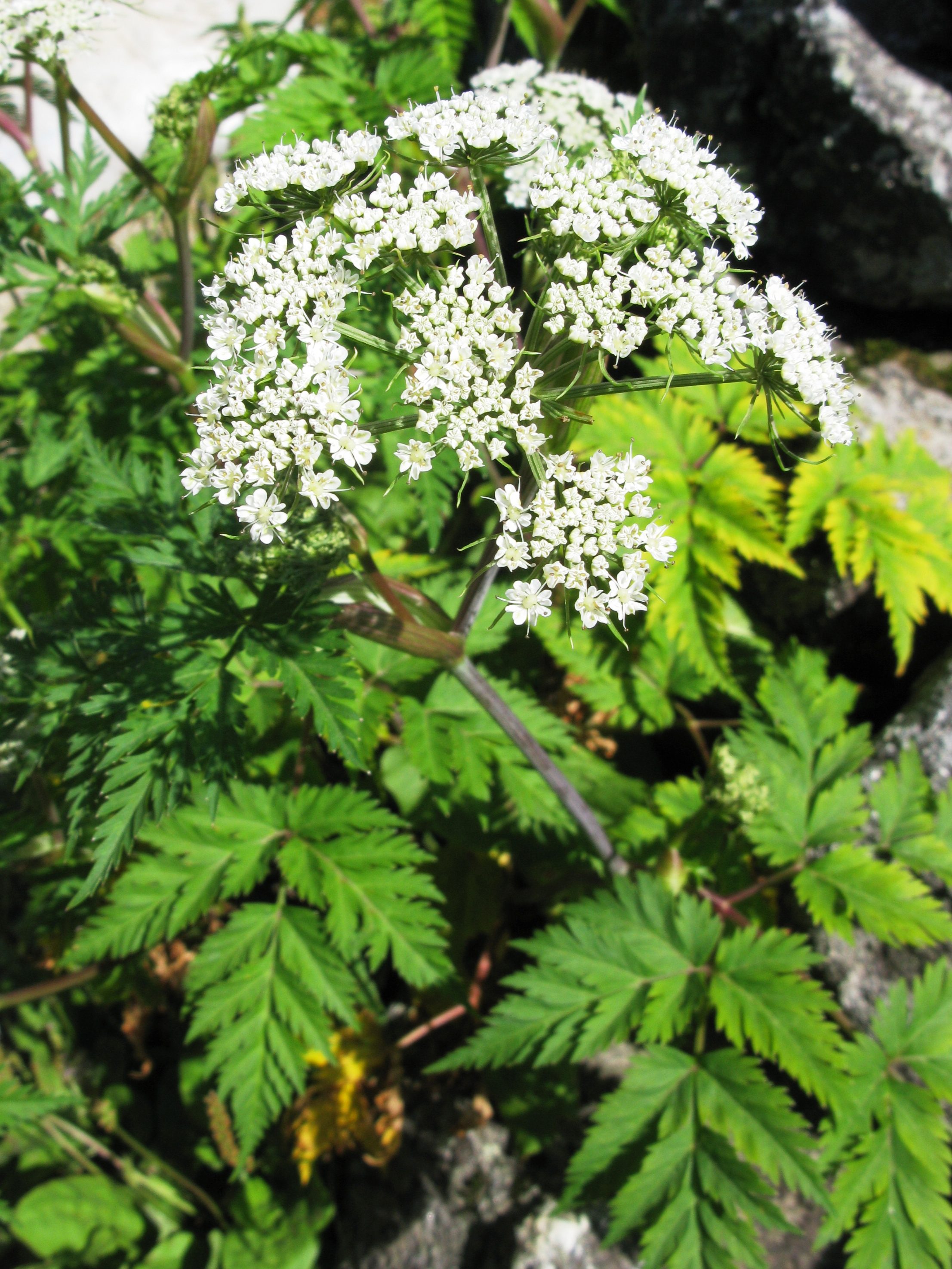
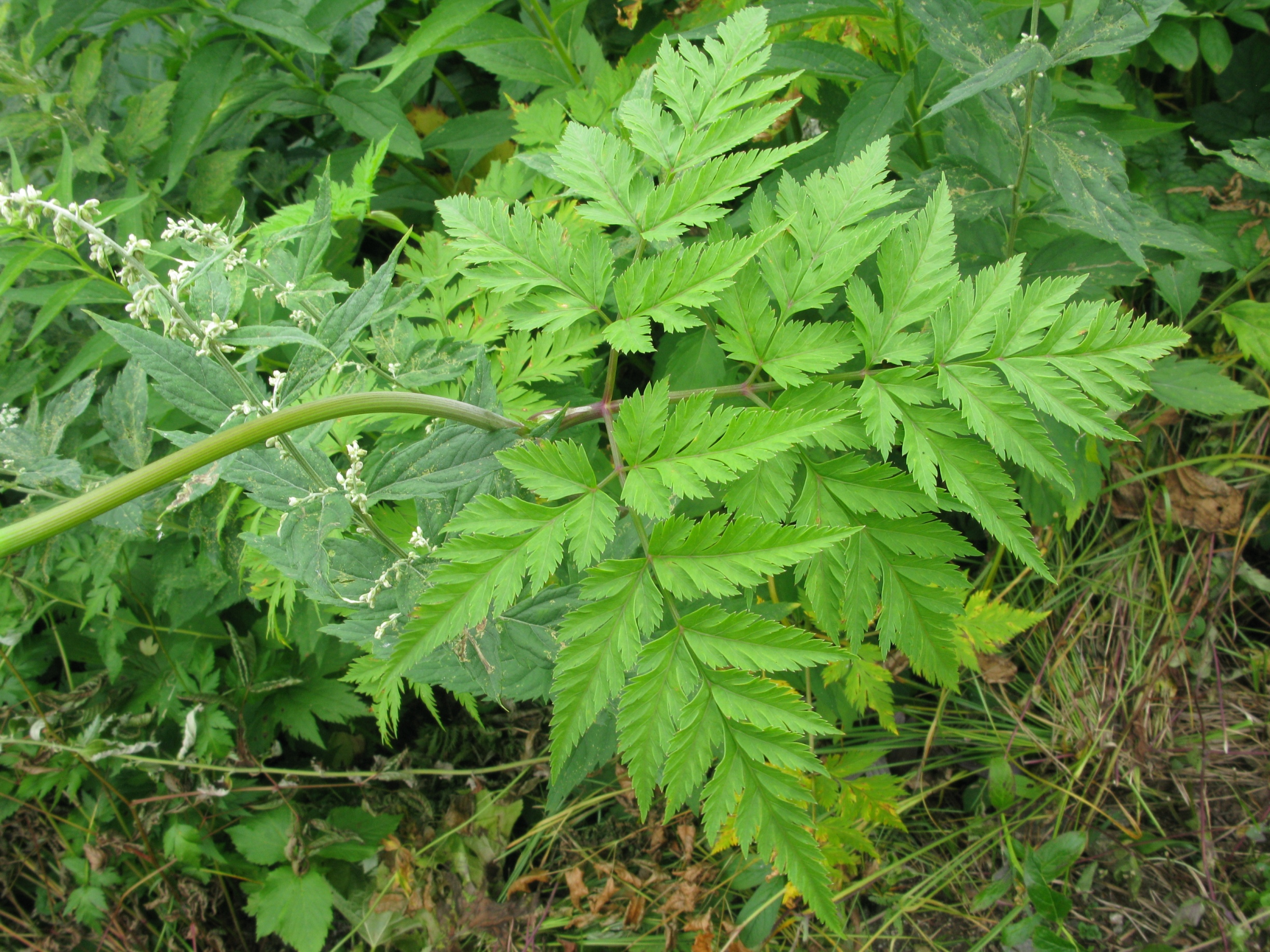
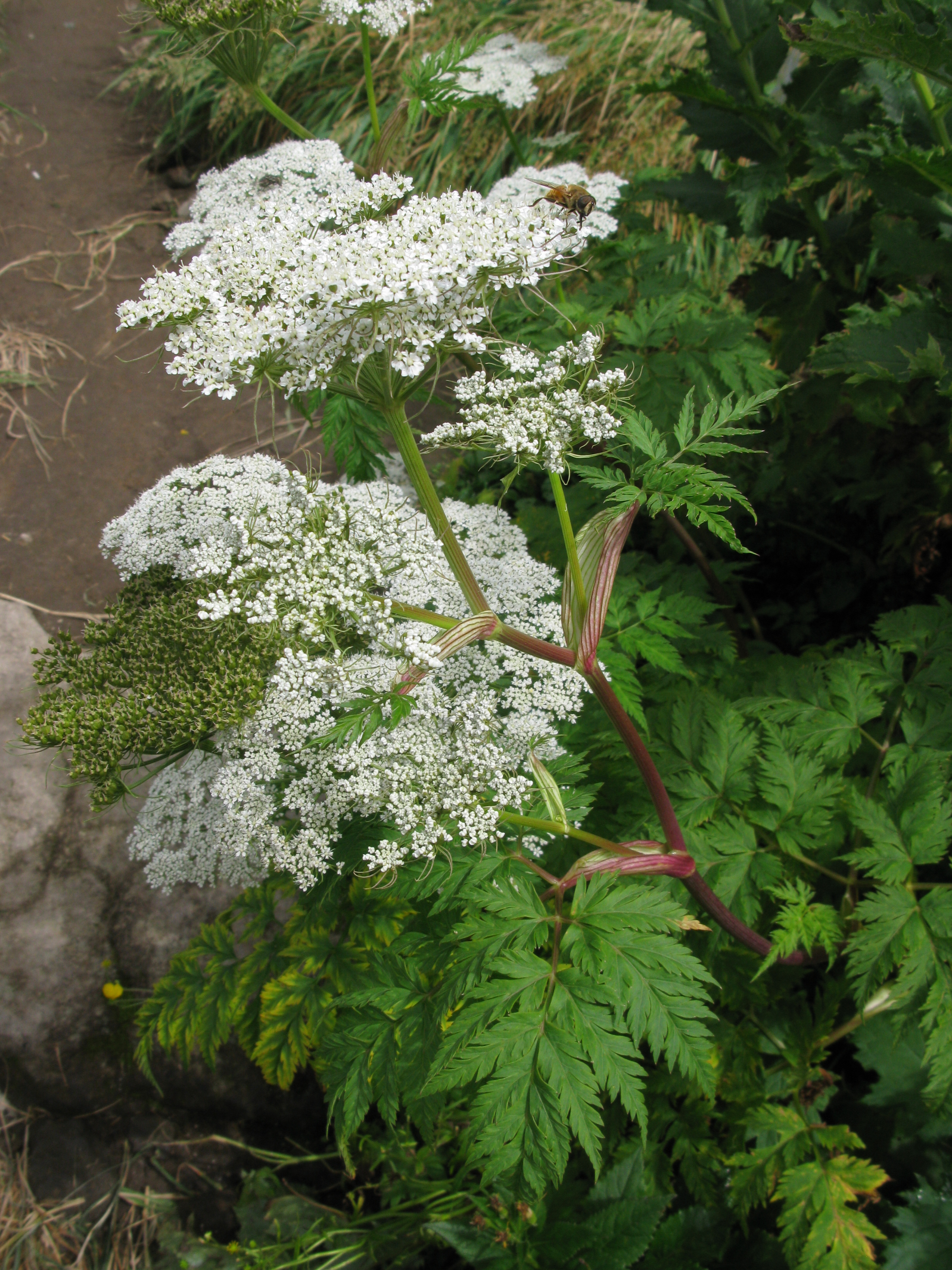